# Agurk (kortspil)
 For alternative betydninger, se Agurk. (Se også artikler, som begynder med Agurk)
Agurk (svensk Gurka) er et kortspil af svensk oprindelse for to eller flere spillere. Målet med spillet er at undgå at få det sidste stik.
Agurk spilles med et almindeligt spil kort uden jokere. Esset er højest, toeren lavest. Farver er uden betydning.
Der findes flere varianter af spillet.
Taber en spiller på en 3’er eller 4’er opstår Gun draw, hvor der enten skal byttes ingen eller alle kort.

## Spil
Hver spiller får syv kort  og evt. resterende kort lægges til side. Forhånden spiller ud, og alle skal stikke. Stikker man ikke, lægger man sit laveste kort. Vinderen af stikket spiller ud til næste stik. 
Den, som får sidste stik, taber. Man kan også spille flere spil efter hinanden. I så fald får taberen point efter hvor højt hans kort er (knægt 11, dame 12, konge, 13, es 14), og man spiller så til 21 point.

## Varianter
1. ↑  I nogle varianter vælger giveren, hvor mange kort, der gives til spillerne.
2. ↑  I nogle varianter må man bytte det antal kort, som personen efter giveren bestemmer.
3. ↑  I nogle varianter er det valgfrit at stikke.
4. ↑  Som regel kan man stikke med samme tal. I nogle varianter kan es ikke stikkes.

## Fünf Gurken
I 2013 udgav Friedemann Friese et afledt spil, Fünf Gurken, hvor der er 60 kort i spillet, og hvor taberen af den enkelte omgang får en eller flere agurkebrikker, og man taber spillet, hvis man får mere end fem agurkebrikker.